# Praznina
Praznína ali primankljáj atóma je v kristalografiji in znanosti o materialih   točkasta kristalna napaka v kristalni mreži. V idealnem kristalu vsako mrežno mesto zaseda atom. V realni kristalni mreži nekatera mrežna mesta niso zasedena. To so praznine. Z naraščanjem temperature se število praznin povečuje. Poleg tega se praznine premikajo po kristalu. Če na praznino skoči sosednji atom, se praznina prestavi na sosednje mesto. Praznine so tudi nujne za potek substitucijske difuzije v trdnih snoveh.